# المجلة الفصلية للاقتصاد النمساوي
المجلة الفصلية للاقتصاد النمساوي هي مجلة أكاديمية ربع سنوية خاضعة لاستعراض الأقران وتغطي الاقتصاد غير التقليدي الذي نشره معهد ميسز. تأسست في عام 1998 بعد أن تم نقل منشور موراي روثبارد، الذي تم إنشاؤه، ومجلة الاقتصاد النمساوي، إلى المحررين الآخرين، ثم لجامعة جورج ميسون.  تغطي المجلة الاقتصاد من منظور المدرسة النمساوية. رئيس التحرير الحالي هو جوزيف ساليرنو.
حددت دراسة أجريت في عام 2010 أن 62 دورية نشرت بشكل منتظمة ولكن بشكل أيضاً غير متجانس، واستخدمت معايير تجريبية مختلفة لمقارنة عدة جوانب لجودة أبحاثها. قامت مكتبة المجلة الفصلية بتصنيفيها بالمرتبة ال33 من ضمن 62 مجلة اقتصادية. وقد تم تصنيفها مرة أخرى من بين الأقران (في كلا الاتجاهين الرئيسي وغير التقليدي) وحازت المرتبة 57.

## روابط خارجية
- الموقع الرسمي